# ラスト・コヨーテ (小説)
『ラスト・コヨーテ』（原題: The Last Coyote）は、アメリカのミステリー作家マイクル・コナリーの4番目の小説であり、ロサンゼルス市警の刑事ハリー・ボッシュを主人公とする。原著は1995年に出版された。
警察署内で事件を起こして一時的にバッジ返上と休暇取得を命じられたボッシュが、独りで30年以上前の自身の母親の殺人事件を捜査する。
本作は1996年のディリス賞を受賞したほか、ミステリーの主要な賞の幾つかにノミネートされるなど、好評を博した。

## あらすじ
ボッシュは職場で事件を起こしストレス休暇を取らされており、市警指定の精神分析医カーメン・イノーホスの定期的なカウンセリングを義務付けられる。イノーホスに生い立ちなどを尋ねられたボッシュは、この休暇中に自身の母親の殺人事件を捜査するという決意を話す。彼の母親マージョリーは売春婦で、ハリーが12歳の時に路地裏で絞殺死体で発見されていた。
ボッシュは警察の資料室から捜査資料を借り出して読み直し、調書には、彼女の隣人で同じく売春婦だったメリディス・ローマンからの聞き取り記録があり、彼女らはジョニー・フォックスという男に仕事を手配されていたとあったが、彼への聴取録が無かった。ボッシュはメリディスを訪ね、マージョリーは事件当夜、アーノウ・コンクリンのパーティーに行くと言って出かけたことを知る。
ボッシュはLAタイムズの新人記者ケイシャ・ラッセルの協力を得て、フォックスについての記事を探してもらい、彼がマージョリー事件の翌年に轢き逃げで死亡していたことが分かる。しかし当時の彼の職業がコンクリンの選挙運動員となっており、その選挙運動を指揮していたのがミテルという男だった。ボッシュはたまたまミテルの屋敷を訪れる。彼は今や地域に多大な影響力を及ぼす人物になっていた。ボッシュは上司パウンズの名を騙って屋敷のパーティーに入り込み、フォックス轢き逃げ事件の記事をメッセージとして残して帰る。
マージョリー事件は当時イーノとマッキトリックという二人の刑事が担当しており、ボッシュは存命であるマッキトリックをフロリダに訪ね、当時地区検事局長だったコンクリンがイーノ刑事に手を回してフォックスの尋問を緩めていた疑いがあることを知る。マッキトリックの自宅はゲーテッド・コミュニティにあったため、そこに入り込むためにボッシュは隣家の売家に電話し、その家を売りに出していた女性ジャスミンに門を開けてもらっていた。ボッシュは彼女と親密になる。
ロサンゼルスに戻る途中、ボッシュはラスベガスに立ち寄り、もう一人の刑事イーノの未亡人を訪ね、当時の資料を借り出す。 その中には、イーノがコンクリンらから定期的に金を受け取っていた形跡が見つかる。ロサンゼルスに帰ったボッシュはパウンズが殺害されたことを知らされ、容疑者として内務監査課の尋問を受ける。ボッシュがストレス休暇を取らされた原因はパウンズへの暴行であったため、まっさきに疑われたのである。しかしフロリダでのアリバイが確認されて放免される。ボッシュはフォックスやミテルに関する情報を得るためにパウンズの名を騙って動いていたため、危険を感じたコンクリンかミテルに殺されたのだろうと激しく後悔する。
ボッシュはフォックス轢き逃げ事件の記事を書いた当時の記者を訪ねる。彼は当時フォックスとコンクリンが顔見知りであることを知っており、その証拠となる談笑シーンの写真を持っていたが、記事ではそれに触れないことでその後コンクリンから仕事をもらっていたと明かす。その写真にはマージョリーとメリディスも写っている。
ようやくコンクリンと対決するための十分な情報を得たと思ったボッシュは、老人ホームにいる彼を訪ねるが、コンクリンは当時マージョリーと愛し合っており、すべてを投げ売って駆け落ちしようとしていたことを知る。コンクリンはあの夜マージョリーが殺されてしまったので、その後は彼女との関係を伏せてフォックスにも口止めしていたのだった。老人ホームを出たボッシュは何者かに襲われ、気がつくとミテルの屋敷に拉致されている。そこにはミテルと用心棒ヴォーンがおり、ボッシュが問いただすとマージョリーの死を利用したと認める。そしてボッシュ訪問後コンクリンを殺したことも示唆する。ボッシュは隙を見て逆襲し、庭でミテルと戦い、結果ミテルは転落死し、ヴォーンは逃亡する。
ボッシュは担ぎ込まれた病院から抜け出し、死んだミテルの指紋をマージョリー事件の凶器と思われるベルトの指紋と照合してもらうが一致しない。しかし、イノーホスと話す中で、彼女からベルトと当夜のマージョリーの衣服のコーディネートがおかしいと指摘され、当夜そのベルトをしていたのは彼女ではなく親友のメリディスだったことを悟る。彼女から以前もらったクリスマスカードの指紋がベルトの指紋と一致する。
ボッシュがメリディスの家を再訪すると、彼女が服毒自殺している。彼女はコンクリンと一緒に幸せになろうとしているマージョリーを嫉妬して殺したという遺書を残していた。ボッシュが外に出ると、そこにはヴォーンが待ち構えている。彼は実はフォックスであることを明かす。彼はボッシュを拉致しようとするが、そこに警官が来て銃撃戦になり、フォックスは死亡する。ボッシュは警察にメリディスの身元やマージョリー事件のことを明かさずにその場を去る。

## 登場人物
- ハリー・ボッシュ：ロサンゼルス市警の刑事
- カーメン・イノーホス：市警と契約している精神分析医
- ジェリー・エドガー：ボッシュの相棒
- マージョリー・ロウ：ボッシュの母。売春婦。35年前の殺人事件の被害者。
- メリディス・ローマン：マージョリーの元同僚。今はキャサリン・リージスタに変名している。
- ジョニー・フォックス：売春のポン引き
- ケイシャ・ラッセル：LAタイムズ紙の警察担当新人記者
- ハーヴェイ・パウンズ：ボッシュの上司
- アーノウ・コンクリン：元地区検事局長
- ゴードン・ミテル：大手法律事務所経営者
- クロード・イーノ：マージョリー事件の担当刑事
- ジェイク・マッキトリック：同
- ジャスミン・コリアン：家を売りに出している女性
- アーヴィン・アーヴィング：ロサンゼル市警警視正補
- エンジェル・ブロックマン：内務監査課(IAD)の刑事
- ジェリー・トリヴァー：同
- モンティ・キム：元LAタイムズ紙記者
- ジョナサン・ヴォーン：ミテルの用心棒

## カットされた章
著者マイクル・コナリーのサイトでは、「元々は本のプロローグとして書かれた」ものの「最終的に出版されなかった章」として『1961』という章が公開されている。そこでは少年時代のボッシュが母親と最後に会ったシーンが描かれているが、「このシーンの要素は、本書の後の部分でハリーが言及したり考えたりしているので、プロローグを削除することで、読者はよりスムーズに現代の物語に入ることができ、心情は後で肉付けされると考えた」とコナリーはコメントしている。

## 作品の評価
ライブラリー・ジャーナル誌は、「素早く切り込む文章、見事に織り込まれたプロット、手に汗握るサスペンス」と評している。
ロサンゼルス・タイムズ紙は、「コナリーは、レイモンド・チャンドラーをほうふつとさせる正確さでこの街について書いている」と述べた。

## 受賞歴
- ディリス賞 (1996年) 受賞[5] [6]。
- アンソニー賞 (1996年) ノミネート
- マカヴィティ賞 (1996年) ノミネート[7]
- ハメット賞 (1996年) ノミネート[8]
- 文庫翻訳ミステリー・ベスト10 (1996年) 第4位
- このミステリーがすごい！ (1997年) 海外編 第7位
- 週刊文春ミステリーベスト10 (1996年) 海外編 第7位